# Fontoura
Fontoura es una freguesia portuguesa situada en el municipio de Valença. Según el censo de 2021, tiene una población de 685 habitantes.